# Potentilla ivanoviae
Potentilla ivanoviae är en rosväxtart som beskrevs av Peshkova. Potentilla ivanoviae ingår i Fingerörtssläktet som ingår i familjen rosväxter. Inga underarter finns listade i Catalogue of Life.